# Moritz Zörb
Moritz Zörb (* 26. Oktober 1995 in Gießen) ist ein deutscher Handballspieler, der in der 2. Handball-Bundesliga beim TV 05/07 Hüttenberg auf der Position am Kreis spielt.

## Karriere
Moritz Zörb lernte das Handballspielen in seinem Heimatdorf beim TSV Lützellinden (Stammverein der MSG Linden) in Mittelhessen. Mit Beginn der C-Jugend zog es den talentierten Handballer zum Bundesliga-Nachbarn HSG Wetzlar, bei der er in der Folge alle weiteren Jugendmannschaften durchlief. Mit der A-Jugend der Grün-Weißen spielte er zwei Jahre lang in der Jugendhandball-Bundesliga. Dabei zeigte sich auch in der Lage ungeliebte Aufgaben zu übernehmen: Als sich vor dem Ligaspiel gegen den ART Düsseldorf in der Saison 2012/13 gleich beide Torhüter verletzten sprang der Youngster im Kasten in die Bresche und die Wetzlarer U19 brachte beim 30:30 sogar einen Punkt mit nach Hause.
Im Sommer 2012 wurde Zörb erstmals von HSG-Trainer Kai Wanderschneider in den Profikader berufen und absolvierte im Rahmen der Vorbereitung in der Winterpause der HSG Wetzlar einige Testspiele für die Lahnstädter. Wenig später folgte für den damals 17-jährigen der erste Bundesliga-Auftritt.
Mit Beginn der Saison 2014/15 unterschrieb Zörb seinen ersten Profivertrag bei der HSG Wetzlar und wurde mit einem Zweitspielrecht für den Nachbarn und Zweitligisten TV 05/07 Hüttenberg ausgestattet. Im Jahr darauf folgte der Wechsel auf Leihbasis zum TV Gelnhausen in die dritte Handballliga. Im Sommer 2016 kehrte der Kreisläufer (ebenfalls auf Leihbasis) zum TVH zurück, der gerade den direkten Wiederaufstieg in die zweite Handball-Bundesliga geschafft hatte. Mit den Blau-Roten spielte Zörb eine außerordentlich erfolgreiche Saison, an deren Ende Hüttenberg sensationell den Durchmarsch in die 1. Handball-Bundesliga perfekt machte. Als die HSG Wetzlar im Sommer 2017 den auslaufenden Vertrag mit ihrem ehemaligen Jugendspieler nicht verlängerte, griff der TV Hüttenberg zu und präsentierte Zörb wenig später als eigenen Vertragsspieler.

### Auswahlmannschaften
Moritz Zörb durchlief alle Auswahlmannschaften des Hessischen Handballverbandes.

### Bundesligabilanz
| Saison    | Verein              | Spielklasse | Spiele | Tore | 7-Meter | Feldtore |
| --------- | ------------------- | ----------- | ------ | ---- | ------- | -------- |
| 2017/18   | TV 05/07 Hüttenberg | Bundesliga  | 0      | 0    | 0       | 0        |
| 2017–2018 | gesamt              | Bundesliga  | 0      | 0    | 0       | 0        |

### Zweitligabilanz
| Saison    | Verein              | Spielklasse   | Spiele | Tore | 7-Meter | Feldtore |
| --------- | ------------------- | ------------- | ------ | ---- | ------- | -------- |
| 2016/17   | TV 05/07 Hüttenberg | 2. Bundesliga | 34     | 17   | 0       | 17       |
| 2016–2017 | gesamt              | 2. Bundesliga | 34     | 17   | 0       | 17       |

### Erfolge
- Aufstieg mit dem TV 05/07 Hüttenberg in die 1. Handball-Bundesliga 2017